# Chiesa di San Giovanni Apostolo ed Evangelista (Palagano)
La chiesa di San Giovanni Apostolo ed Evangelista, o anche solo chiesa di San Giovanni Apostolo, è la parrocchiale di Palagano, in provincia di Modena e arcidiocesi di Modena-Nonantola; fa parte del vicariato del Dragone.

## Storia
Dell'antica chiesa è pervenuto il fonte battesimale in arenaria, recante la data del "sei zennaro 1572" e la firma dello scultore "M.D. da Tozano".
Originariamente dipendente dalla pieve di Rubbiano, nel 1589 risultava officiata dallo stesso sacerdote che reggeva pure le chiese unite di San Lorenzo e Santo Stefano; in quell'epoca il luogo di culto era dotato dei tre altari di San Giovanni Evangelista, della Madonna del Rosario e di San Giovanni Battista, l'ultimo dei quali era una pertinenza della famiglia Ortonovi.

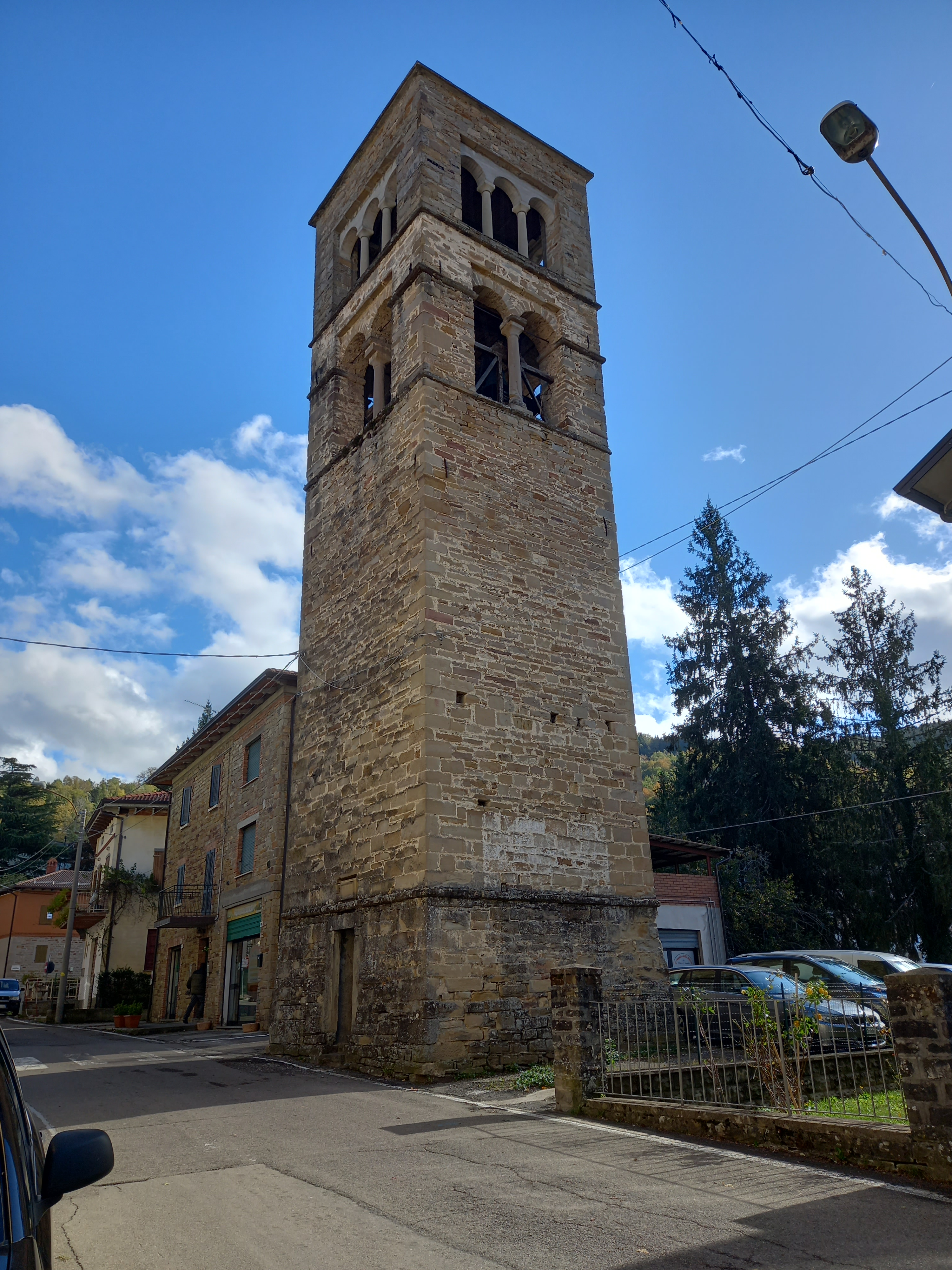
Il campanile

Dalla relazione della visita pastorale del 1606 del vescovo di Modena Gaspare Silingardi si apprende che vi erano anche un ulteriore altare dedicato ai santi Rocco e Sebastiano, mai menzionato in precedenza.
La parrocchiale venne interessata da una ricostruzione nel XVIII secolo in stile neoclassico.
In epoca postconciliare la chiesa fu adeguata alle nuove convenzioni mediante l'aggiunta dell'altare rivolto verso l'assemblea e di due amboni.

## Descrizione

### Esterno
La facciata a salienti della chiesa, rivolta a oriente, è composta da tre corpi: quello centrale, suddiviso in due registri da una cornice marcapiano e scandito da due lesene laterali, presenta il portale maggiore a edicola e una finestra circolare ed è coronato dal frontone triangolare, mentre le due ali minori sono caratterizzate dagli ingressi secondari timpanati e da nicchie semicircolari entro le quali sono collocati dei mezzibusti in laterizio.
Ad alcune decine di metri dalla parrocchiale si erge sul basamento a scarpa il campanile a pianta quadrata, la cui cella è articolata su due registri, dei quali uno presenta su ogni lato una trifora, mentre l'altro una bifora.

### Interno
L'interno dell'edificio, la cui pianta è a croce latina con transetto e cappelle laterali, è suddiviso in tre navate da pilastri e colonne sorreggenti degli archi a tutto sesto, sopra i quali corre la cornice modanata e aggettante su cui si impostano la volta a botte e i pennacchi della cupola; al termine dell'aula si sviluppa il presbiterio, rialzato di due gradini, ospitante l'altare maggiore e chiuso dall'abside di forma semicircolare.